# Развлечение (журнал)
«Развлече́ние» — российский иллюстрированный литературно-художественный юмористический журнал, выходивший в Москве еженедельно в 1859—1916 (?) годах. В источниках существуют разные версии по поводу даты закрытия журнала. По некоторым данным, издание прекратило свою деятельность в 1905 году; по другим сведениям, оно выходило вплоть до 1918-го.
У истоков журнала стоял Фёдор Миллер, совмещавший обязанности издателя и редактора до 1881 года; в дальнейшем владельцы «Развлечений» часто менялись.
В журнале публиковались стихи, рассказы, повести; фирменным зна́ком «Развлечений» были карикатуры, печатавшиеся в каждом номере.
С изданием сотрудничали поэт-пародист Борис Алмазов, учёный Владимир Даль, писатель Александр Левитов, публицист Тихон Герольдов (под псевдонимом «Фру-Фру»), поэт и журналист Дмитрий Минаев; Антон Чехов отдавал в «Развлечения» свои ранние рассказы. В 1859 году на страницах журнала, под псевдонимом «Л. Долинская», дебютировала в литературе баронесса Л. Я. Черкасова.

## Издатели

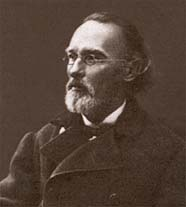
Фёдор Миллер, первый издатель журнала

Фёдор Миллер, основавший журнал, в первые месяцы допустил крупную идеологическую ошибку: не проконтролировал сдачу в набор номера, в котором планировалось напечатать стихи писателя Данилова за подписью «Волинадо». По воспоминаниям Владимира Гиляровского, издатель был вызван в цензурный комитет, чиновники которого расшифровали псевдоним как сочетание слов «Воли надо». Миллера наказывать не стали, а Данилова, несмотря на заверения, что «Волинадо» — это его фамилия, написанная наоборот, отправили в двухлетнюю ссылку на Кавказ.
Финансовое положение журнала при Миллере было тяжёлым, денег для привлечения толковых авторов не хватало, поэтому порой весь номер готовил И. А. Вашков — единственный постоянный сотрудник, который фактически выполнял обязанности редактора и писал рассказы и фельетоны под псевдонимом «Мичман Жевакин».
Антон Чехов, характеризуя ироничное отношение в обществе к изданию Миллера, упомянул про журнал в рассказе «Перед свадьбой» (1880), герой которого
Любит больше всего на свете свой почерк, журнал «Развлечение» и сапоги со скрипом, а наиболее всего самого себя.
Александр Викторович Насонов, ставший издателем журнала после смерти Миллера (1881), к журналистике никакого отношения не имел: он работал в железнодорожном ведомстве. Однако именно при нём «Развлечение» начало обретать популярность. Там печатались Александр Плещеев, Сергей Терпигорев, Василий Немирович-Данченко, Пётр Невежин. Чехов опубликовал в юбилейном (посвящённом 25-летию со дня выхода) номере рассказ «Маска»; позже принёс в редакцию роман «Брак по расчёту» (1884, № 43) и пародию на святочный рассказ «Страшная ночь» (1884, № 50). Для руководства музыкальным отделом журнала Насонов пригласил композитора Александра Дюбюка. В издание пришли художники-карикатуристы; темы для иллюстраций сочинялись на субботних вечерах у издателя; за удачные мысли и свежие идеи сотрудникам сразу выплачивался гонорар. С 1884 года фактическим редактором журнала был Евстафий Савельевич Фёдоров-Чмыхов.
И. А. Щербов получил журнал «за долги» в конце 1885 года, когда у Насонова возникли финансовые сложности, не позволявшие вкладывать средства в «Развлечение». Недолгая издательская деятельность Щербова привела к тому, что из журнала ушли многие авторы.
Иван Андреевич Морозов, очередной владелец «Развлечения», решил не брать в журнал сотрудников, претендующих на высокую зарплату. У него было всего два автора — создатель множества «сердцещипательных» романов Алексей Михайлович Пазухин и писатель Иван Кондратьев, которые своими произведениями почти целиком заполняли номер. Карикатуры и стихи либо приобретались издателем за бесценок, либо «переделывались из старых».
Николай Никитич Соедов, которому «Развлечение» досталось от Морозова (1891), был по роду деятельности далёк от издательской сферы (он работал в Московском кредитном обществе), однако благодаря дружбе с писателями и актёрами сумел сделать журнал безубыточным. Система его работы была близка той, которую применял Насонов: Соедов устраивал у себя дома «деловые вечеринки», во время которых шло планирование очередного номера:
Памятна мне вечеринка перед днём пятидесятилетия журнала, где обсуждался выпуск большого юбилейного номера. На нём Фёдор Иванович Шаляпин, ещё начинавший только свою карьеру, первый раз спел «Дубинушку», а мы хором подпевали.

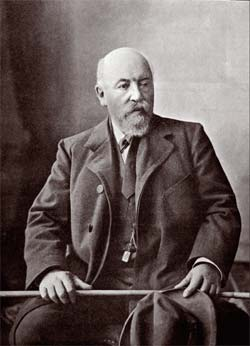
Николай Пастухов

Сам юбилейный выпуск, по воспоминаниям Гиляровского, вышел в свет на хорошей бумаге; в номере были напечатаны портреты не только всех действующих сотрудников, но и основателя журнала Миллера.
Николай Иванович Пастухов, издатель «Московского листка», долгие годы был персонажем карикатур и стихотворных фельетонов, публикуемых на страницах «Развлечения». Перекупив его у Соедова, Пастухов продемонстрировал, что не намерен извлекать из журнала выгоду: «Развлечение» стало бесплатным приложением к «Московскому листку». В таком виде журнал просуществовал год, после чего Пастухов его закрыл.

## Иллюстрации
В учредительных документах «Развлечение» значилось как «литературный и юмористический журнал с политипажами». Издание в числе первых освоило печатную графику; благодаря этой технологии редакции удавалось привлекать к сотрудничеству художников разных жанров.

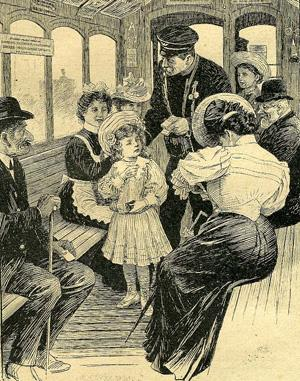
Карикатура в журнале «Развлечение», 1907

В журнале работали карикатуристы Николай Ефимович Рачков, Николай Васильевич Иевлев; в редакцию приносили рисунки студенты Московского училища живописи, ваяния и зодчества; иногда размещал свои работы Михаил Осипович Микешин.
Со дня основания в «Развлечении» работал Лавр Лаврович Белянкин, славившийся жёстким отношением к героям своих карикатур. Темы он выбирал сам, не терпел диктата и, по свидетельству Гиляровского, «никогда не шёл против властей». Особенно непримирим был Белянкин к столичному купечеству: на одной из иллюстраций, опубликованных в журнале, он изобразил представителя династии Хлудовых, перед которым в полупоклоне стоит человек с водочным штофом, — Николай Иванович Пастухов.
В 1914 году Влас Дорошевич в статье о московских карикатуристах назвал Белянкина представителем «героических времён русской юмористики» и «остатком давних лет»:
Он рисует злющие карикатуры. По любви и по привычке. Он состоятельный человек. Пользуется известностью как художник. Как последний миниатюрист.